# Misson, Landes
Misson är en kommun i departementet Landes i regionen Nouvelle-Aquitaine i sydvästra Frankrike. Kommunen ligger i kantonen Pouillon som tillhör arrondissementet Dax. År 2022 hade Misson 834 invånare.

## Befolkningsutveckling
Antalet invånare i kommunen Misson
Referens:INSEE